# The End of the Road (film fra 1919)
The End of the Road er en amerikansk stumfilm fra 1919 af Edward H. Griffith.

## Medvirkende
- Richard Bennett
- Claire Adams som Mary Lee
- Joyce Fair som Vera Lynch
- Raymond McKee
- Maude Hill